# Peter Merian
Peter Merian, né le 20 décembre 1795 à Bâle et décédé le 8 février 1883 dans la même ville, est un naturaliste, géologue et homme politique suisse.

## Biographie
Après un premier enseignement au presbytère de Muttenz de 8 à 12 ans, où il reçoit du pasteur Christian Bernouilli, un physicien respecté, un premier encouragement à l'étude des sciences naturelles et, du fait de la proximité du Wartenberg riche en fossiles, une forte incitation à la collection d'objets naturels, en particulier de pétrophytes, Peter Merian fréquente à partir de 1811 l'Institut philotechnique de Christoph Bernoulli à Bâle. Après des études à Bâle et à Genève, il étudie de 1815 à 1817 avec Friedrich Hausmann à l'université de Göttingen, où enseigne notamment Carl Friedrich Gauss et où débute son amitié de toute une vie avec Bernhard Studer, C'est avec ce dernier et avec Hans Conrad Escher von der Linth qu'il entreprend plus tard de longues excursions. 
En 1820, Merian devient professeur de physique et de chimie à l'université de Bâle, puis de géologie et de pétrographie à partir de 1835. Il occupe le poste de recteur à trois reprises, la dernière fois en 1860. De plus, il est une personnalité marquante dans le développement du Musée d'histoire naturelle de Bâle. 
De 1824 à 1873, il est membre du Grand Conseil du canton de Bâle ou de Bâle-Ville, et de 1836 à 1866, il siège également au Petit Conseil. Dans les années 1842-48, il est plusieurs fois délégué de Bâle à la Diète fédérale. Sa tombe se trouve au Wolfgottesacker.
En 1821, il épouse Cécile Thurneysen (1798-1880), avec qui il a un fils et trois filles. Son frère Johann Rudolf Merian (1797-1871) est mathématicien et homme politique.

## Honneurs
En 1862, Peter Merian est élu membre de l'Académie allemande des sciences naturelles Léopoldine, la même année membre d'honneur de l'Académie des sciences de Göttingen et en 1864 membre extérieur de l'Académie bavaroise des sciences. En 1869, il devient membre d'honneur de l'Association pour l'étude patriotique de la nature dans le Wurtemberg. Il est membre de la Société des naturalistes et médecins allemands.
En 1876, un buste monumental de Peter Merian est commandé à Ferdinand Schlöth pour l'aula du Musée de l'Augustinergasse. 

## Publications
- Uebersicht der Beschaffenheit der Gebirgsbildungen in den Umgebungen von Basel mit besondrer Hinsicht auf das Juragebirge im Allgemeinen. Basel, in der Schweighauser'schen Buchhandlung, 1821.
- Übersicht des Zustandes unserer Kenntnis der Naturkunde des Kantons Basel. Basel: Wieland, 1826.
- Verhandlungen der Basler Naturforschenden Gesellschaft, Band 8: Über eine marine Tertiärformation im Randen,1849.
- Geschichte der Naturforschenden Gesellschaft in Basel während der ersten fünfzig Jahre ihres Bestehens. Buchdruckerei von C. Schultze, Basel 1867, pp. 1–52.

- Die Mathematiker Bernoulli. Schweighauser'sche Universitäts-Buchdruckerei, Basel 1860